# Kurt Nixdorf
Kurt Otto Nixdorf (* 30. November 1903 in Breslau; † 14. September 1937 in Moskau) war ein deutscher Ökonom, KPD-Funktionär und Mitarbeiter am Marx-Engels-Institut in Moskau.

## Leben
Nixdorf studierte an der staatswissenschaftlichen Fakultät der Universität Breslau und schloss das Studium 1926 mit der Promotion ab (Dissertation: Die Rechtsnatur des Verlöbnisses). 1919 wurde er Mitglied der USPD. Von 1920 bis 1922 war er hauptamtlicher KPD-Funktionär im Bezirk Schlesien, dann bis 1927 Sekretär der Gewerkschaftsabteilung. Er war als Kursuslehrer tätig und als Redakteur der Schlesischen Arbeiter-Zeitung.
Ende 1927 reiste er in die Sowjetunion, wo er Mitglied der KPdSU wurde. Von 1928 bis 1931 war Nixdorf Mitarbeiter am Marx-Engels-Institut in Moskau. 1929 wurde er als Versöhnler angegriffen. Nach seiner Entlassung infolge der Parteisäuberungen, wurde er Dozent für Neue Sprachen am Pädagogischen Institut. Bis 1933 war er stellvertretender Wirtschaftsredakteur der Moskauer Rundschau.
Kurt Nixdorf fiel dennoch den Stalinschen Säuberungen zum Opfer. Am 3. Februar 1935 wurde er vom NKWD verhaftet und am 20. Juni 1935 zu fünf Jahren Lagerhaft verurteilt. Am 14. September 1937 wurde er jedoch vom Militärkollegium des Obersten Gerichts der UdSSR zum Tode verurteilt. Die Hinrichtung erfolgte am selben Tage durch Erschießen. Erst am 30. November 1989 wurde er durch sowjetische Behörden posthum rehabilitiert.